# Idioma muruwari
El muruwari (también llamado muruwarri, murawari y murawarri) es la lengua aborigen australiana del pueblo muruwari, una rama aislada dentro de la familia pama–ñungana. El idioma barranbinja pobremente atestiguado puede haber sido un dialecto.
Muruwari significa ‘caer (warri) con un garrote (murru) en la mano’. El idioma muruwari se cotejó a partir de muchas cintas de material lingüístico grabado por Jimmy Barker de Brewarrina, Emily Horneville (Ornable) y Shillin Jackson de Goodooga, y Robin Campbell de Weilmoringle. El idioma murawari fue publicado por primera vez por R. H. Mathews a principios del siglo XX y nuevamente por Ian Sims, Judy Trefry, Janet Mathews y Lynette F. Oates (1988).
La gramática de Oates se basa en las grabaciones realizadas por Jimmie Barker y Janet Mathews de 1968 a 1972, y Bill Campbell y Judy Trefry en 1967, y se complementa con su propio trabajo de campo en Goodooga con los últimos oradores restantes, Emily Horneville y Robin Campbell, entre otros.

## Relación con otros idiomas
El trabajo de Lynette Oates sobre Muruwari y Barranbinya corrobora la opinión de que ambos idiomas probablemente estén en una relación dialectal, dando un recuento afín del 44% entre las dos variedades. R.H. Mathews (1903), quien registró tanto a Muruwari como a Barranbinya, también comentó que además de las diferencias de vocabulario, la gramática de Muruwari y Barranbinya era esencialmente la misma.
Juntos, Muruwari y Barranbinya forman un grupo aislado dentro de la familia de lenguas Pama-Nyungan, siendo muy diferentes en muchos aspectos de sus vecinos geográficos (que pertenecen a muchos subgrupos Pama-Nyungan diferentes). Al este, ambos están bordeados por los hablantes de lenguas wiradhúricas Yuwaaliyaay y Yuwaalaraay, al sur por Ngiyambaa (también wiradhúricas), y al norte por hablantes de lenguas máricas, incluidos guwamu y badjiri. Al oeste, eran vecinos de hablantes de Kurnu (parte del Paakantyi dialecto continuo). El idioma Muruwari fue influenciado a través del contacto con muchos de estos idiomas vecinos, y las influencias pueden incluso rastrearse hasta las lenguas kárnicas y el idioma del Desierto Occidental.
Más recientemente, el trabajo lexicostatístico de Claire Bowern y Quentin Atkinson colocó a Muruwari junto con los Wiradhuric idiomas, formando un "grupo central de Nueva Gales del Sur", con el que están relacionados otros idiomas del sureste de Pama-Nyungan.

## Fonología

### Inventario fonético[1]
El inventario fonético es muy similar al de Barranbinya. Las letras utilizadas por Oates están entre paréntesis angulares.
|             |                   | Periferal | Periferal | Central  | Central   | Central   | Central   |
| Labial      | Velar             | Laminal   | Laminal   | Apical   | Apical    |           |           |
| Labial      | Velar             | Dental    | Palatal   | Alveolar | Retrofeja |           |           |
| ----------- | ----------------- | --------- | --------- | -------- | --------- | --------- | --------- |
| Oclusiva    | Oclusiva          | ⟨p⟩ /p/   | ⟨k⟩ /k/   | ⟨th⟩ /t̪/ | ⟨tj⟩ /c/  | ⟨t⟩ /t/   | ⟨rt⟩* /ʈ/ |
| Nasal       | Nasal             | ⟨m⟩ /m/   | ⟨ng⟩ /ŋ/  | ⟨nh⟩ /n̪/ | ⟨nj⟩ /ɲ/  | ⟨n⟩ /n/   | ⟨rn⟩* /ɳ/ |
| Lateral     | Lateral           |           |           |          |           | ⟨l⟩* /l/  | ⟨rl⟩* /ɭ/ |
| Rótica      | Vibrante múltiple |           |           |          |           | ⟨rr⟩* /r/ |           |
| Rótica      | Vibrante simple   |           |           |          |           | ⟨R⟩* /ɾ/  |           |
| Rótica      | Retrofleja        |           |           |          |           |           | ⟨r⟩* /ɻ/  |
| Semivocales | Semivocales       | ⟨w⟩ /w/   |           |          | ⟨y⟩ /j/   |           |           |

Todos los fonemas excepto los que tienen un asterisco (*) pueden ser iniciales de palabra.
|         | Anterior           | Central            | Posterior          |
| Cerrada | ⟨i⟩ /i/, ⟨ii⟩ /iː/ |                    | ⟨u⟩ /u/, ⟨uu⟩ /uː/ |
| Abierta |                    | ⟨a⟩ /a/, ⟨aa⟩ /aː/ |                    |

## Morfosintaxis
Según Oates, Muruwari es una lengua transferencia de afijos (tomando prestado un término de Arthur Capell): muchos sufijos (particularmente los sufijos de tiempo, aspecto y persona, pero también los sufijos que forman la raíz) se pueden 'transferir' del verbo a otras palabras en la cláusula. Sustantivos, adjetivos, demostrativos, modificadores de verbos (como pinja 'solo' y warri 'no estoy seguro'), adverbios (como ngarlu 'otra vez' ), interrogativos y pronombres pueden recibir sufijos verbales. La función exacta de esto no está clara.

## Oración de ejemplo
- "Pitara yaan Muruwariki"
- Significado: "Muruwari es bueno, habla dulce”